# Dignity Health Sports Park
Dignity Health Sports Park, trước đây được gọi là Trung tâm Home Depot và Trung tâm StubHub, là một khu liên hợp thể thao đa năng nằm trong khuôn viên Đại học Bang California, Dominguez Hills ở Carson, California, bao gồm Sân vận động bóng đá Dignity Health Sports Park có sức chứa 27.000 chỗ ngồi, Sân vận động quần vợt Dignity Health Sports Park, một cơ sở điền kinh và một sân đua xe đạp: Trung tâm Thể thao VELO. Khu liên hợp cách khoảng 14 dặm (23 km) về phía nam của trung tâm thành phố Los Angeles và đội thuê sân chính của khu liên hợp là LA Galaxy của Major League Soccer (MLS). Sân vận động này cũng là sân nhà của Los Angeles Wildcats của XFL và LA Galaxy II của USL Championship.
Được khánh thành vào năm 2003, khu liên hợp trị giá 150 triệu đô la này được phát triển và được điều hành bởi Anschutz Entertainment Group. Sân vận động bóng đá có sức chứa 27.000 chỗ ngồi, đây là sân vận động dành riêng cho bóng đá lớn nhất ở Hoa Kỳ và là sân vận động lớn thứ hai trong số các sân thuộc kiểu này tại MLS, sau BMO Field của Toronto FC ở Toronto, Ontario, Canada. Ngoài việc tổ chức các trận đấu của LA Galaxy kể từ khi khai trương, sân vận động này còn là sân nhà của đội Chivas USA thuộc MLS từ năm 2005 đến năm 2014.
Sân vận động hiện là sân nhà tạm thời của đội bóng bầu dục San Diego State Aztecs đến từ Đại học Bang San Diego. Sân vận động này cũng là sân nhà tạm thời của Los Angeles Chargers từ năm 2017 đến năm 2019. Đây là sân vận động NFL nhỏ nhất trong suốt ba mùa giải đó. Mỗi khi Chargers chơi trong sân vận động, cơ sở được đặt tên là ROKiT Field tại Trung tâm StubHub; Quyền đặt tên cho sân bóng bầu dục của ROKiT là một phần của thỏa thuận "nhiều năm".
Trong mười năm đầu tiên của khu liên hợp, nhà tài trợ của sân vận động là nhà bán lẻ phần cứng The Home Depot. Năm 2013, công ty bán vé trực tuyến StubHub đã trở thành nhà tài trợ chính của sân. Năm 2019, dịch vụ chăm sóc sức khỏe Dignity Health trở thành nhà tài trợ chính.